# 国民健康保険町立八丈病院
国民健康保険 町立八丈病院（こくみんけんこうほけん ちょうりつはちじょうびょういん）は、八丈島にある医療機関。八丈町病院事業の設置等に関する条例（昭和41年3月29日条例第43号）に基づき八丈町が運営する病院である。2009年10月現在、東京都の島しょ医療圏（伊豆諸島・小笠原諸島）唯一の医療法上の病院である。八丈病院で対応できない重篤患者はドクターヘリで本土にある東京都立広尾病院に搬送する。1966年5月1日に開院。現在の病院建物は1998年4月から使用している。近くには町立図書館がある。

## 診療科
一般診療科
- 内科
- 外科
- 小児科
- 産婦人科

臨時診療科
- 上記以外の診療科は常設しておらず、診療科ごとに月に何回か外来が開かれる。

## 医療機関の指定等
- 保険医療機関
- 救急告示医療機関
- 休日・全夜間診療事業実施医療機関（内科系、外科系）
- 労災保険指定医療機関
- 指定自立支援医療機関（精神通院医療）
- 生活保護法指定医療機関
- 原子爆弾被害者一般疾病医療取扱医療機関
- 第二種感染症指定医療機関

## 交通アクセス
- 八丈島空港から車で約5分。
- 八丈町営バスで「町立病院前」下車。